# Michael Papajohn
Michael Papajohn est un acteur, occasionnellement cascadeur, joueur de baseball et producteur américain, né le 7 novembre 1964 à Birmingham, Alabama.

## Filmographie

### Comme acteur
- 1990 : Predator 2 de Stephen Hopkins :  Subway Gang
- 1991 : Le Dernier samaritain (The Last Boy Scout) : Hitman
- 1992 : Babe, le bambino (The Babe) : Heckler
- 1992 : M. Baseball (Mr. Baseball) : Rick
- 1994 : Little Big League de Andrew Scheinman : Tucker Kain
- 1995 : Dominion : John
- 1995 : Naked Souls : Driver
- 1995 : L'Indien du placard (The Indian in the Cupboard) : Cardassian
- 1995 : Wild Bill : Card cheat
- 1996 : L'Effaceur (Eraser) : WITSEC Agent Schiff
- 1997 : Spawn : Glen, Zack's Dad
- 1998 : Une évasion en or (The Perfect Getaway) (TV) : Cop #1
- 1998 : Le Géant et moi (My Giant) : Tough Guy #1
- 1998 : Detached : Michael
- 1999 : Impala : Ross
- 1999 : Inferno : Creep
- 1999 : Pour l'amour du jeu (For Love of the Game) : Sam Tuttle
- 2000 : Charlie et ses drôles de dames (Charlie's Angels) : Bathroom Thug
- 2001 : Animal! L'animal... (The Animal) : Patrolman Brady
- 2001 : Rustin : Trent Cotee
- 2002 : Spider-Man : Denis Caradine, le Carjacker
- 2002 : Frères de sang (Whacked!) : Shannon
- 2002 : Une nana au poil (The Hot Chick) : Security Guard
- 2003 : Un homme à part (A Man Apart) : Uniformed Cop
- 2003 : Hulk : Technician
- 2003 : Terminator 3 : le soulèvement des machines (Terminator 3: Rise of the Machines) : Paramedic #1
- 2003 : S.W.A.T. unité d'élite (S.W.A.T.) : Bistro Gangster
- 2003 : House of Sand and Fog : Carpenter
- 2004 : Spider-Man 2 : Denis Caradine, le Carjacker (caméo, générique du début)
- 2004 : The Last Shot : Ed Rossi, Jr.
- 2005 : Mi-temps au mitard (The Longest Yard) : Guard Papajohn
- 2005 : Domino : Cigliutti Goon
- 2006 : Larry the Cable Guy: Health Inspector : Diner Manager
- 2007 : Spider-Man 3 : Denis Caradine, le Carjacker
- 2009 : Terminator Renaissance : Carnahan
- 2009 : Transformers 2 : la Revanche de Michael Bay : Cal
- 2012 : Jason Bourne : L'Héritage (The Bourne Legacy) de Tony Gilroy
- 2014 : Selma : Major Cloud
- 2015 : American Ultra de Nima Nourizadeh
- 2016 : Hap and Leonard : policier
- 2017 : Vengeance de Johnny Martin
- 2019 : Le Bout du monde (Rim of the World) de McG : Jenkins